# Takuma Ichijo
Takuma Ichijo (一条 拓麻?, Ichijō Takuma) è un personaggio del manga e anime Vampire Knight ideato da Matsuri Hino.

## Personaggio
Takuma Ichijo è il vice capoclasse e il vice capodormitorio della Night Class e pressoché forte quanto Kaname, il quale ha la sua completa lealtà. Appartiene a una della casate più importanti del mondo dei vampiri, e suo nonno, Asano Ichijo, detto il "Venerabile", fa parte del Consiglio degli Anziani. È molto estroverso e amichevole, cosa rara in un vampiro. Difatti, Yuki rimane molto stupita quando lo incontra per la prima volta. È molto amico di Shiki e di Kaname, anche se non è chiaro se questi lo consideri una pedina come gli altri o qualcosa di più. Non esistono notizie su altri parenti di Ichijo, ma né il padre né la madre sono dati per defunti.
Durante la battaglia con Rido, Ichijo tradirà Kaname. Nonostante debba aiutare Rido è contrario al fatto che questo usi il corpo di Shiki a suo piacimento e cerca in tutti i modi di preservare la salute del corpo dell'amico. Dopo il risveglio di Rido, Takuma decide di allearsi di nuovo con Kaname e per farsi perdonare il tradimento lotta al suo posto contro il Venerabile. Al termine della saga, Takuma diviene, in un certo senso, il "compagno" e "schiavo personale" di Sara Shirabuki, una vampira di sangue puro interessata al casato Kuran.